# Amanda Coneo
Amanda Coneo, född 20 december 1996, är en colombiansk volleybollspelare (vänsterspiker).
Coneo spelar med Colombias landslag och har med dem tagit silver vid panamerikanska spelen 2019 samt sydamerikanska mästerskapen 2019 och 2021. Hon spelade också i VM 2022. Hon har spelat med klubbar i Peru, Colombia, Italien, Frankrike och Japan.